# لينيت سكافو
لينيت سكافو (بالإنجليزية: Lynette Scavo)‏ هي إحدى شخصيات مسلسل ربات بيوت يائسات. تقوم فيليستي هوفمان بأداء شخصية لينيت سكافو.
لينيت سكافو في المسلسل هي أم لأربعة أًطفال بنت رضيعة وثلاثة أولاد أشقياء. كانت لينيت تعمل في مجال الدعاية وكانت ناجحة في وظيفتها ولكنها اضطرت للتخلي عن مسيرتها المهنية الناجحة لتربية أبنائها. زوجها توم سكافو يسافر كثيرا بسبب عمله ولا يعرف وضع البيت ويحسد زوجته على كونها ربة بيت.